# Suite Chic
SUITE CHIC (jap. スイート・シーク) – japoński zespół wykonujący muzykę z gatunku R&B i hip-hop.

## Biografia
Producent muzyczny Ryōsuke Imai wraz z Verbalem (m-flo) poszukiwali japońskiej wokalistki, która najbardziej przypominałaby Janet Jackson. Doszli do wniosku, że jest nią Namie Amuro i zaprosili ją do współpracy w projekcie.
Nazwa „SUITE CHIC” została nadana przez Verbala.
SUITE CHIC posłużył Namie Amuro w zmianie własnego stylu na R&B, po spadku jej popularności jako piosenkarki popowej.
Zespół zadebiutował 18 grudnia 2002 roku.
SUITE CHIC był projektem, który zrzeszał znanych i utalentowanych artystów R&B oraz hip-hop, między innymi kompozytorów i producentów, takich jak DJ Muro, DABO, piosenkarki hip hopowej AI.
Od czasu rozwiązania projektu wielu jego uczestników odniosło sukces, a projekt ożywił karierę Amuro.

## Dyskografia

### Albumy studyjne
- 2003 WHEN POP HITS THE FAN
- 2003 WHEN POP HITS THE LAB (Remix Album)

### Single
- 2002 GOOD LIFE / Just Say So
- 2003 „Uh Uh,,,,,,” / baby be mine feat. AI

## Artyści uczestniczący
- FIRSTKLAS (ZEEBRA + Ryosuke Imai)
- VERBAL (m-flo)
- DABO
- AI
- XBS
- Daisuke Imai
- MURO
- TSUTCHIE (SHAKKAZOMBIE)
- DJ CELORY (SOUL SCREAM)
- YAKKO for AQUARIUS
- MICHICO
- Ryūichiro rōYamaki